# Киселёв, Борис Иванович
Бори́с Ива́нович Киселёв (1928—2007) — советский и российский художник декоративно-прикладного искусства, специалист по холуйской лаковой миниатюре. Член СХ СССР (1964). Лауреат Государственной премии РСФСР имени И. Е. Репина (1970). Заслуженный художник РСФСР (1976). Народный художник РСФСР (1984).

## Биография
Родился 12 сентября 1928 года в городе Южа, Ивановской области.
С 1944 по 1948 годы обучается в Холуйской художественной профессионально-технической школе, ученик В. Д. Пузанова-Молёва. С 1948 года после окончания Холуйской школы с отличием Б. И. Кисилёв начал свою трудовую деятельность художником Холуйской художественной артели.
С 1948 по 1951 годы Б. И. Кисилёв служил в рядах Советской армии. С 1951 года после демобилизации Б. И. Кисилёв был назначен художественным руководителем Холуйской художественной артели, позже работал художником Холуйской фабрики художественной лаковой миниатюры.
С 1954 года Б. И. Кисилёв был постоянным участником областных, республиканских, всесоюзных и зарубежных художественных конкурсов. В 1954 году на Всесоюзном конкурсе прикладного искусства, проходившем в Москве, Б. И. Киселёв за ларец «Воссоединение Украины с Россией» был удостоен III премии конкурса. Б. И. Киселёв был участником зарубежных выставок на Expo 58 в Брюсселе, Expo 67 в Монреале и Expo 70 в Осаке.
Автор ряда работ: ларцы — «Воссоединение Украины с Россией» и «Дмитрий Донской», «Вещий Олег», «Русская сказка», «Мальчиш-Кибальчиш», «Конёк-Горбунок», «Кремли России», «Ленин и печник», «Дон Кихот с мельницей» и «Сказка о золотом петушке», лакового панно — «Царевна лягушка». Художественные работы Б. И. Кисилёва находятся в Государственном историческом музее, Государственном Русском музее, Всероссийском музее декоративно-прикладного и народного искусства и Центральном Музее революции СССР.
С 1964 года Б. И. Кисилёв являлся членом Союза художников СССР.
В 1970 году «за создание высокохудожественных произведений лаковой миниатюры» Б. И. Кисилёв был удостоен Государственной премии РСФСР имени И. Е. Репина.
В 1976 году Указом Президиума Верховного Совета РСФСР Б. И. Кисилёву было присвоено почётное звание Заслуженный художник РСФСР, в 1984 году — Народный художник РСФСР.
Умер 3 февраля 2007 года в селе Холуй.

## Награды
- Орден Трудового Красного Знамени (1970)

### Звания
- Народный художник РСФСР (1984 — «за большие заслуги в области искусства»)
- Заслуженный художник РСФСР (1976)

### Премии
- Государственная премия РСФСР имени И. Е. Репина (1970 — «за создание высокохудожественных произведений лаковой миниатюры»)